# Ferula mongolica
Ferula mongolica är en flockblommig växtart som först beskrevs av V.M.Vinogr. och Rudolf V. Kamelin, och fick sitt nu gällande namn av V.M.Vinogr. och Rudolf V. Kamelin. Ferula mongolica ingår i släktet stinkflokesläktet, och familjen flockblommiga växter. Inga underarter finns listade i Catalogue of Life.